# Medinilla lanceata
Medinilla lanceata är en tvåhjärtbladig växtart som först beskrevs av Madhavan Parameswarau Nayar, och fick sitt nu gällande namn av Chieh Chen. Medinilla lanceata ingår i släktet Medinilla och familjen Melastomataceae. Inga underarter finns listade i Catalogue of Life.